# Brachypeza
Brachypeza là một chi thực vật có hoa trong họ, Orchidaceae.

## Một số loài
- Brachypeza archytas (Ridl.) Garay 1972
- Brachypeza brevitibia Van Duzee 1928
- Brachypeza dentica (Guthrie 1917)
- Brachypeza divergens Johannsen 1912
- Brachypeza errans (Garrett 1925)
- Brachypeza indusiata (Rchb.f.) Garay
- Brachypeza koeteiensis (Schltr.) Garay
- Brachypeza laotica (Seidenf.) Seidenf.
- Brachypeza minimipes (J.J.Sm.) Garay
- Brachypeza stenoglottis (Hook.f.) Garay
- Brachypeza subarmata Zaitzev 1989
- Brachypeza zamboangensis (Ames) Garay